# La storia di una cigaretta
La storia di una cigaretta est un film muet italien réalisé par Mario Volpe, sorti en 1921.

## Fiche technique
- Titre original : La storia di una cigaretta
- Titre français :
- Réalisation : Mario Volpe
- Scénario :
- Direction artistique :
- Cinématographie : Victor Arménise
- Société de production : Lepore Film
- Société de distribution : Lepore Film
- Pays d'origine :  Royaume d'Italie
- Langue originale :
- Format : Noir et blanc — 35 mm — 1,33:1 — Muet
- Durée : 1 509 mètres
- Dates de sortie :  Royaume d'Italie : janvier 1921

## Distribution
- Mary Bayma-Riva
- Aristide Cinelli
- Consuelo
- Ita Cumon
- Guido Guiducci
- Marina Marini
- Rodolfo Mercandetti
- Frederico Pozzone
- Ugo Rossi
- Luigi Serventi